# Bagni (Nocera Umbra)
Bagni is een plaats (frazione) in de Italiaanse gemeente Nocera Umbra.